# Franck Dumoulin
Franck Dumoulin (Denain, 13 maggio 1973) è un tiratore a segno francese.
Ha partecipato a sei edizioni (1992, 1996, 2000, 2004, 2008 e 2012) dei giochi olimpici.

## Palmarès
Olimpiadi
- 1 medaglia:
  - 1 oro (pistola 10 metri a Sydney 2000)

Mondiali
- 4 medaglie:
  - 2 ori (pistola 10 metri a Milano 1994; pistola 50 metri a Barcellona 1998)
  - 2 bronzi (pistola 50 metri a Milano 1994; pistola 10 metri a Lahti 2002)

Europei
- 6 medaglie:
  - 3 ori (pistola 10 metri a squadre a Mosca 2006; pistola 25 metri a Granada 2007; pistola 10 metri a Brescia 2011)
  - 2 argenti (pistola 10 metri a Salonicco 2002; pistola 10 metri a squadre a Deauville 2007)
  - 1 bronzo (pistola 10 metri a squadre a Tallinn 2005)